# 陆军

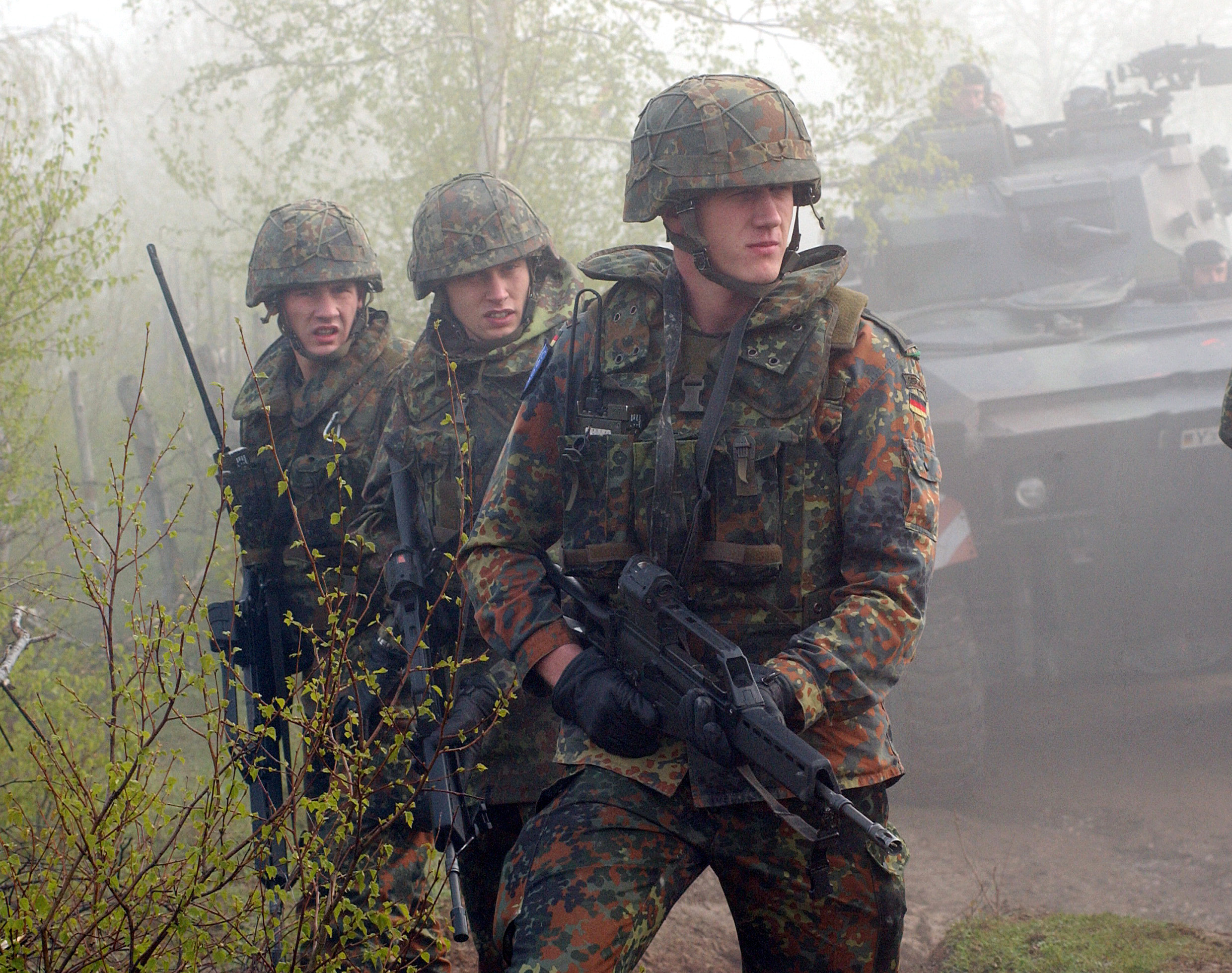
德國聯邦國防軍陸軍

無軍隊
志願役
現存義務役但計劃短期內取消
現存義務役但軍隊主體非徵召所得
現存義務役且軍隊主體為徵召所得
無資料

陸軍（英語：Army）又稱地面部队（ground force）是一個人類歷史上最古老軍種，主要在陸地上作戰。現代陸軍有多個兵科，包括步兵、裝甲兵、炮兵、航空兵、兵工、工兵、通訊兵、運輸等等，是目前世界上人數最多的軍種。
在冷兵器時代，陸軍主要以刀、劍、斧、矛、弓、弩等作為戰鬥工具。而到了現代，陸軍兵器則有槍械、火炮、飛彈、戰車、直昇機等類別，可謂多不勝數。

## 任務
陸軍本質上是以佔領及控制人類賴以維生的陸地為目的的武裝力量。陸軍會對某一目標區域進行攻擊，以殲滅或驅逐原先在該處的敵軍後進行佔領，而獲得該區域後就必須進行防守，以避免該區域被敵人奪走。為了控制佔領區域以進行某種程度的利用，治安的維持也是必須的，雖然這平常是警察在進行的工作，但是在某些嚴峻的條件下，例如警方沒有足夠的力量對抗反對者時，就有可能會由陸軍等部隊接管。
陸軍平日所活動的地方一般稱為駐地，因為整個陸地都可以為陸軍所用，對陸軍部隊而言不太需要依賴特定的基地做為活動據點，只要補給部隊能夠到達，陸軍部隊可以在任何地方長時間駐紮或作戰，必要時甚至也會直接徵用當地資源。不過在陸軍中，也會有一些像要塞、大型後勤設施、演訓場地這類不能移動的據點。
另外，由於具有充足的人力、高度的獨立性、必要的機具設備等，陸軍也常被投入救災任務，許多大規模災害中都可以見到陸軍的身影。

## 組成
陸軍主要可以區分為戰鬥部隊、戰鬥支援部隊、後勤部隊等，又依據各種兵科的不同而有各種編成，依據上下階級編制，通常在營或團級以下幾乎都是同一兵科，由數種不同兵科的部隊組成更大規模的部隊，而某些支援性質的兵科則可能分佈在各種部隊中。以兵科來看，步兵、裝甲兵、炮兵、航空兵等是屬於戰鬥兵科，而支援兵科則包含了工兵、兵工、通信兵、化學兵、運輸、軍醫、經理、行政、憲兵等等不一而足。
陸軍的戰鬥單位由大至小依序是集團軍、軍團、軍、師、旅、團、營、連、排、班，其中有些層級可能有不同的名稱，也有些層級可能在裁軍的過程中消失，班之下有時還有伍的編制，不過大多只用在步兵，另外中華民國國軍亦有單一兵種組成，略大於團級編制、小於旅級編制的群級編制，編階通常為上校指揮官，如化兵群、工兵群、防空警衛群等，用於執行特定任務。而集團軍之上通常就是軍區或戰區這種包含了陸海空各軍種，以區域為劃分，而沒有機動性質的層級了。